# Pomacentrídeos
Os pomacentrídeos' (Pomacentridae) são uma família de peixes perciformes da subordem Labroidei.
O grupo inclui 396 espécies, classificadas em 29 gêneros de pequenos peixes de ambiente marinho, incluindo as donzelas e peixes-palhaço.
A grande maioria de espécies vive somente em ambientes de água salgada, raramente em ambiente salobro e se conhecem apenas quatro espécies que podem sobreviver em ambientes de água doce. Os pomacentrídeos são geralmente muito coloridos, resistentes, diversos, territoriais e apreciados como peixes de aquário. O grupo surgiu no período Eocénico.

## Etimologia
O nome da família é derivado do grego antigo. As palavras "Poma" e "Kentron" podem ser traduzidas literalmente como "cobertura", que neste caso seria um dos opérculos e "espinho ou ferrão" respectivamente, em alusão aos pequenos espinhos ou serrilhas presentes nos ossos operculares dos membros desta família.

## Distribuição e Habitat
Os peixes da família Pomacentridae são encontrados geralmente em recifes de corais e fundos rochosos dos mares tropicais e subtropicais do mundo. Algumas poucas espécies toleram ambientes de água salobra ou água doce.
A grande maioria das espécies é encontrada em recifes de coral em grande parte do Oceano Índico, em especial na região que compreende as costas da África Oriental e Península Arábica e Oceano Pacífico ocidental até os recifes das ilhas da Oceania.
Os recifes de coral da região entre as Filipinas até a Austrália concentram o maior número de espécies.
As demais espécies habitam o Oceano Atlântico, em especial nas regiões costeiras e da América Central, Caribe e nas áreas de clima tropical da América do Sul.
A maioria das espécies habita as águas rasas, que variam entre 1 e 15 metros, já outros habitam zonas mais profundas até 100 metros ou mais. Como exemplo está o Chromis abyssus, que pode ser encontrado em recifes de águas profundas.
Muitos são especialistas, habitando apenas determinadas regiões dos recifes como paredões de coral, lagunas pouco profundas, fundos arenosos ou rochosos. Outros vivem entre os braços dos corais do gênero Acropora, abrigando-se ao menor sinal de perigo, e apenas sobrevivem se estes corais estão presentes e saudáveis. Alguns vivem em grandes cardumes ao redor dos corais e outros são pelágicos.
As espécies que habitam a zona bentônica são altamente territoriais e cultivam pequenas fazendas de algas, as quais defendem com bravura contra qualquer invasor, sejam peixes da mesma espécie, peixes maiores e até mesmo chegam a atacar mergulhadores que invadem seus territórios.

## Géneros
Abudefduf

Acanthochromis

Altrichthys

Amblyglyphidodon

Amblypomacentrus

Amphiprion

Azurina

Amphiprion

Cheiloprion

Chromis

Chrysiptera

Dascyllus

Dischistodus

Hemiglyphidodon

Hypsypops

Labrodascyllus

Lepidozygus

Mecaenichthys

Microspathodon

Neoglyphidodon

Neopomacentrus

Nexilosus

Parma

Plectroglyphidodon

Pomacentrus

Pomachromis

Premnas
Similiparma

Stegastes

Teixeirichthys

## Subfamílias
A família Pomacentridae é muito grande, com o passar dos anos, vários pesquisadores começaram á criar grupos e os transformaram em subfamílias. As subfamílias mais antigas são Chrominae e Pomacentrinae (Bonaparte, 1831). Gêneros fosseis como Izuus (Tokunaga & Saito 1938), não possui uma classificação corretamente para essas subfamílias.
Amphiprioninae (Gill, 1859)
Chrominae (Bonaparte, 1831)
Glyphisodontinae (Rafinesque, 1815)
Lepidozyginae (Allen, 1975)
Microspathodontinae (Jordan & Evermann, 1898
Pomacentrinae (Bonaparte, 1831)

## Galeria

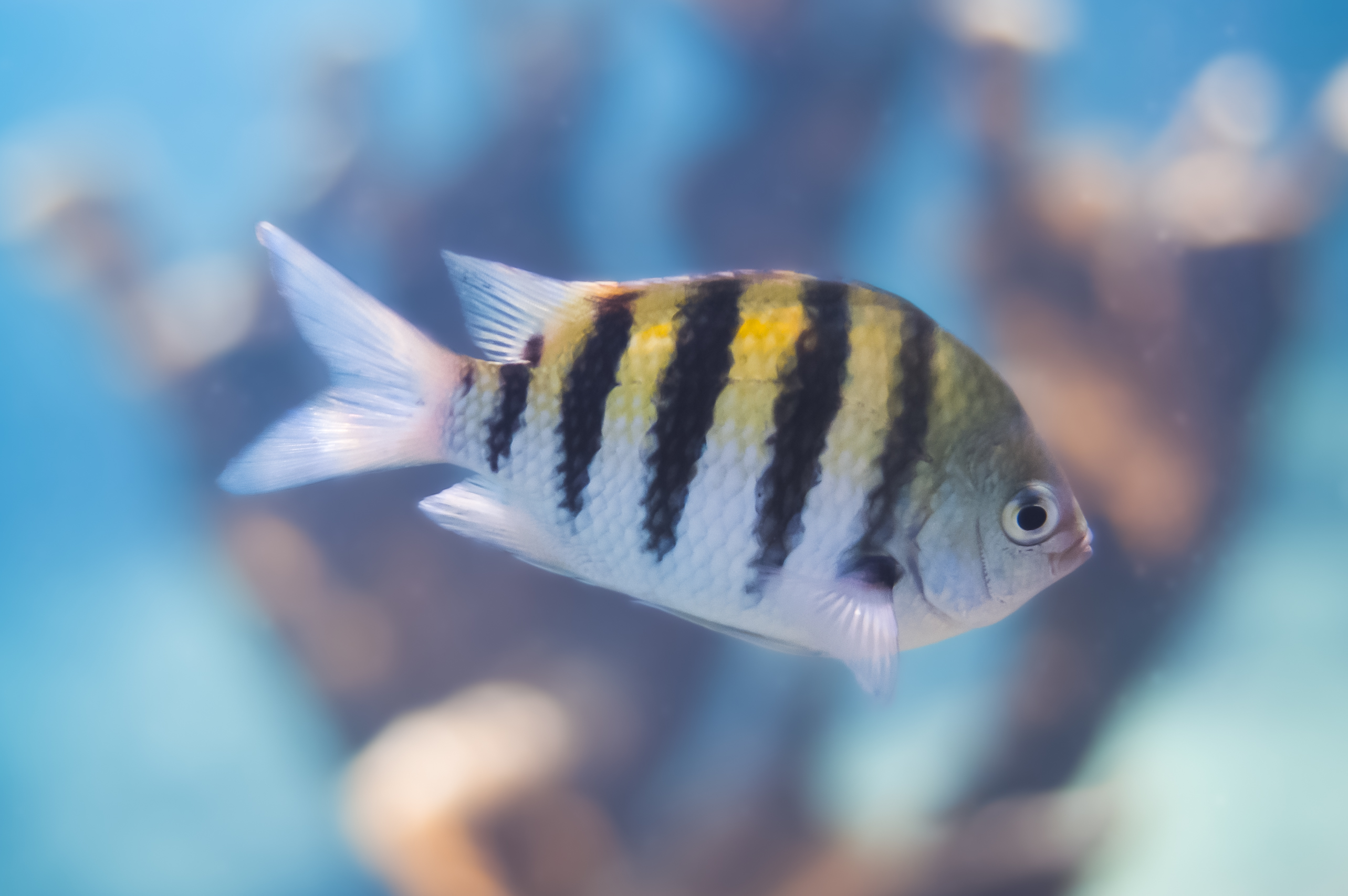
Abudefduf
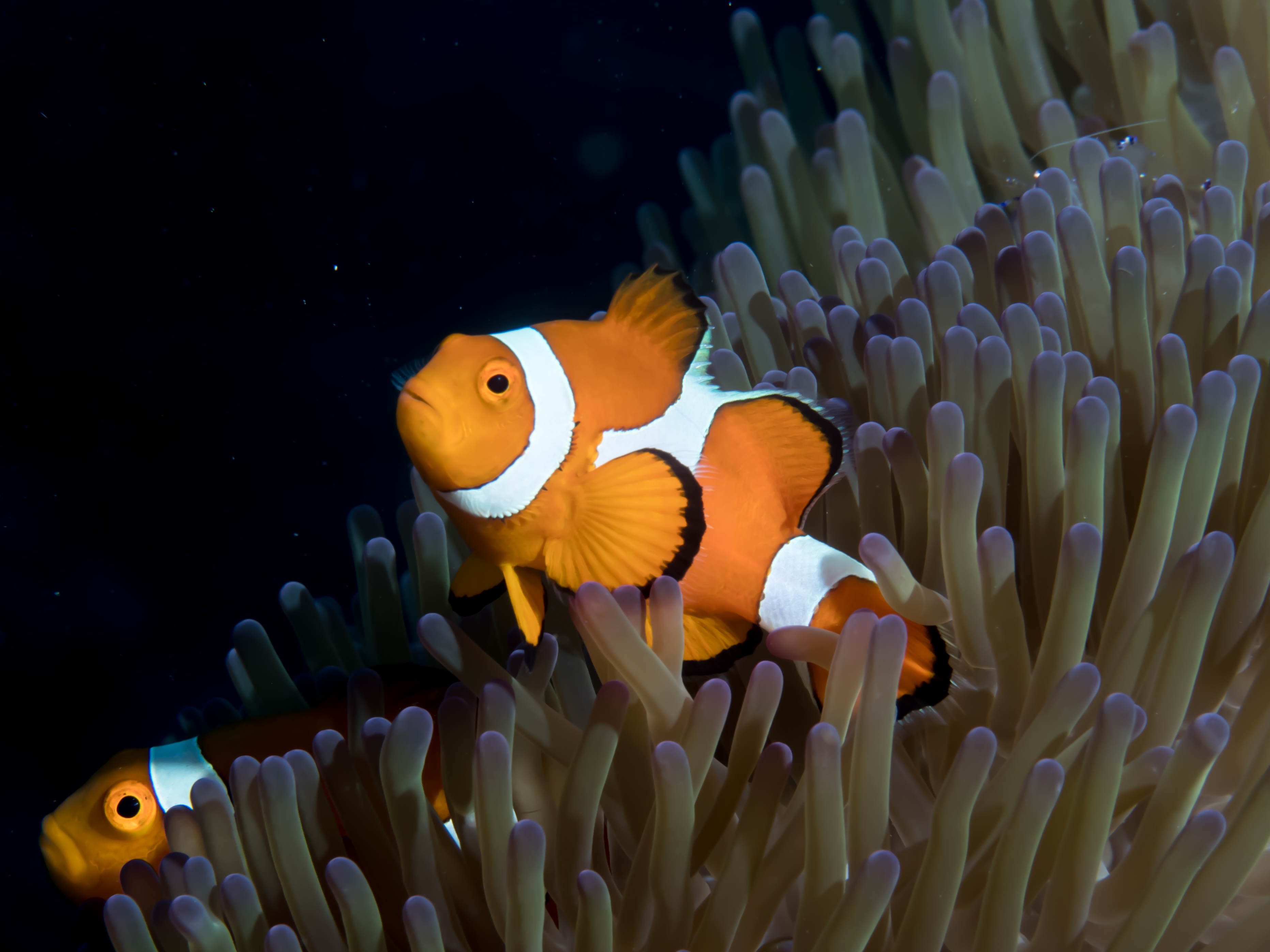
Amphiprion
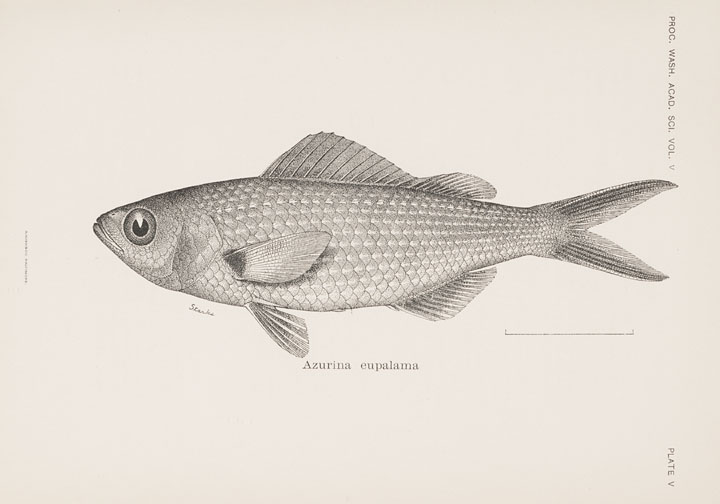
Azurina
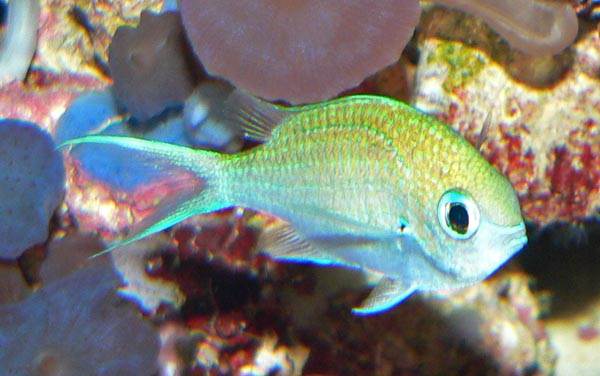
Chromis
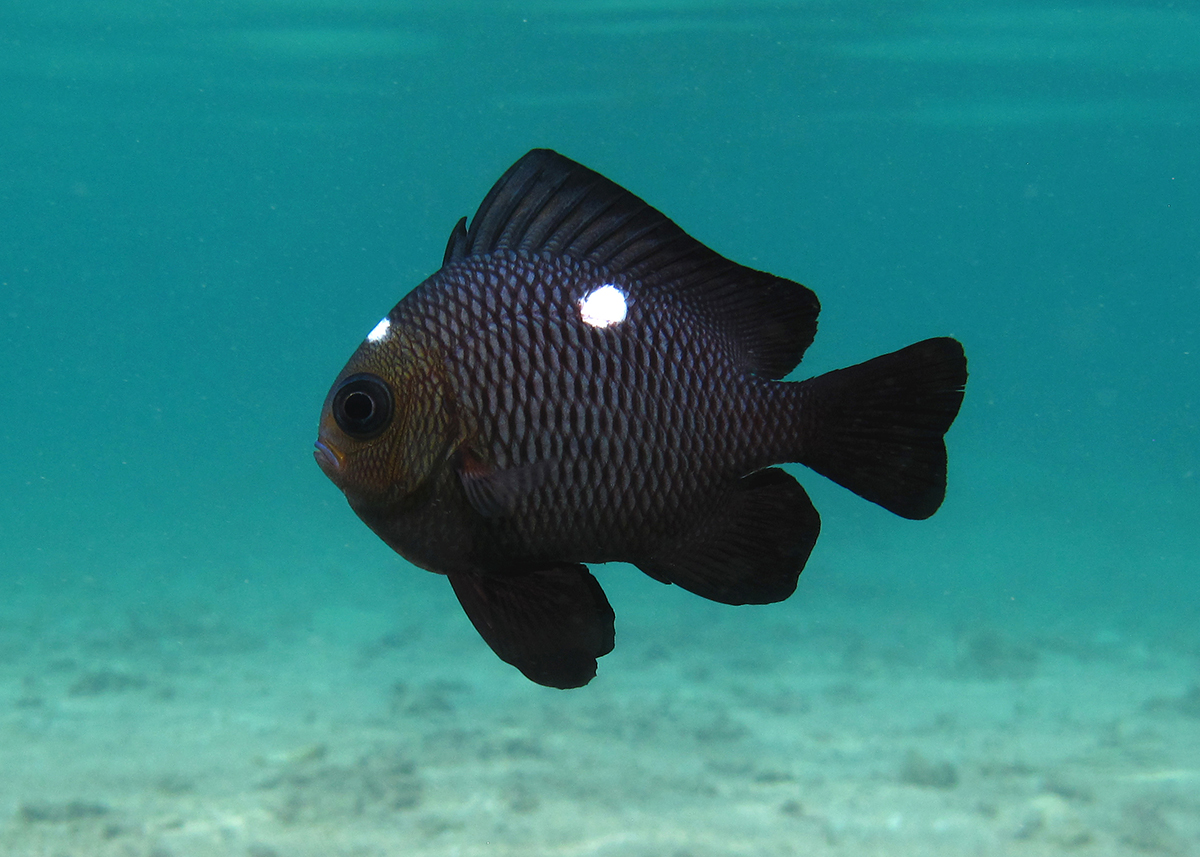
Dascyllus
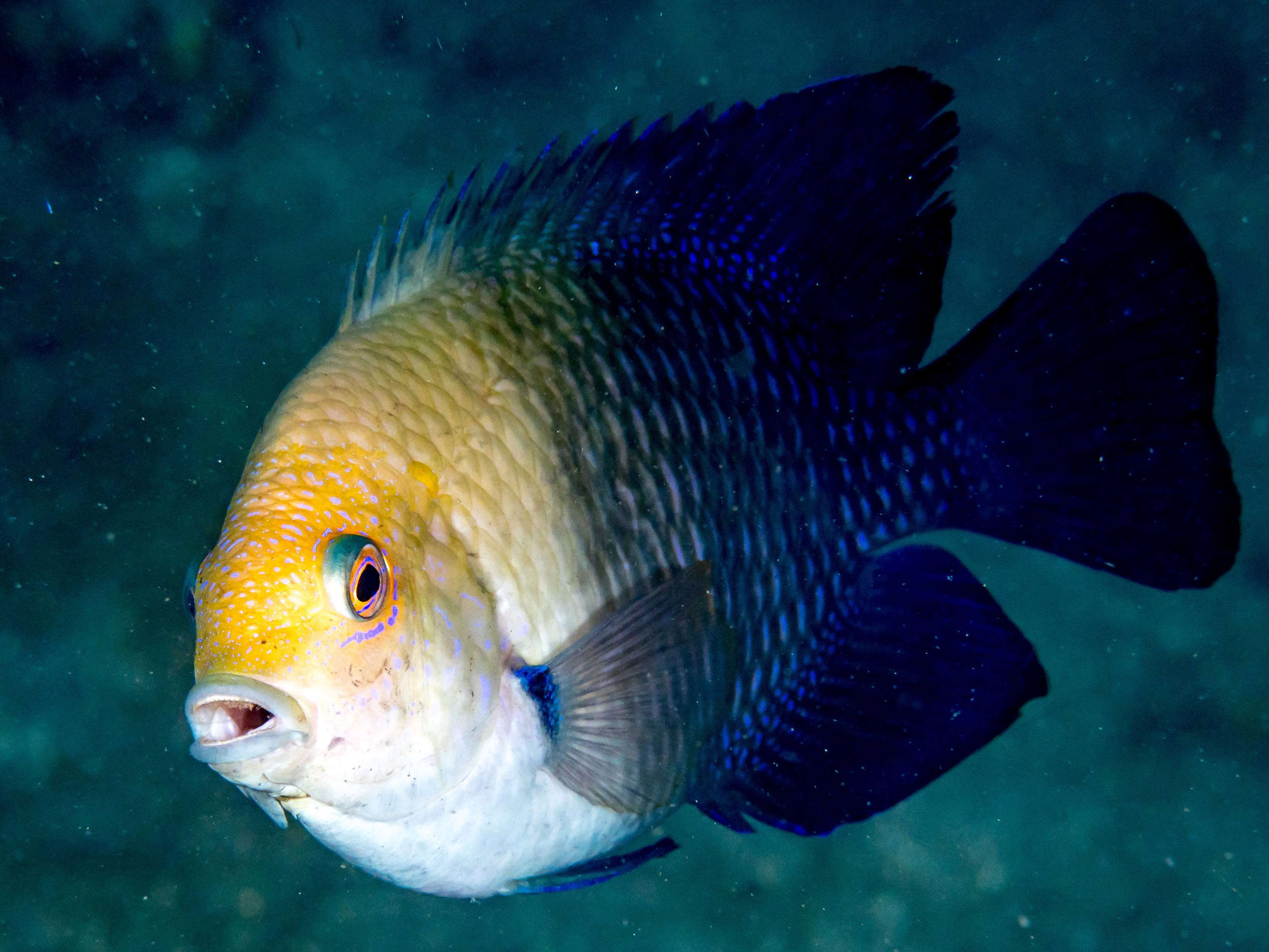
Hemiglyphidodon
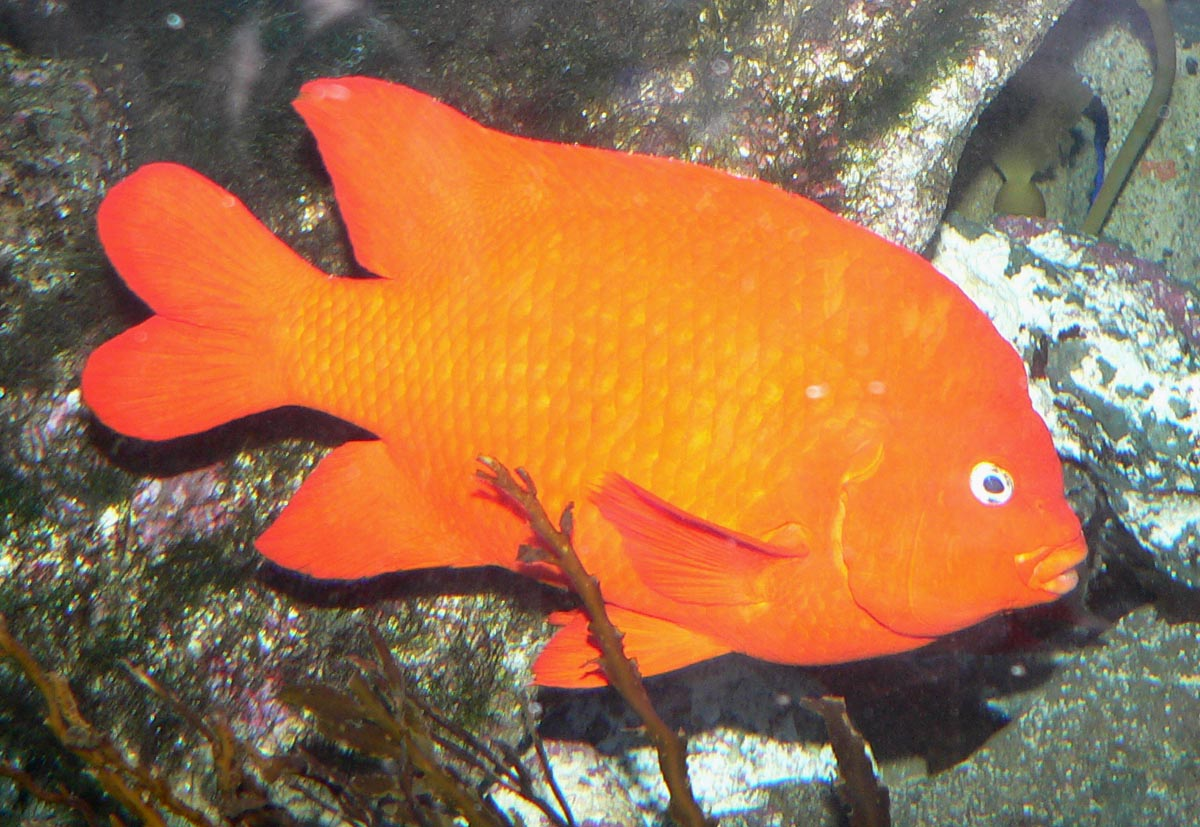
Hypsypops
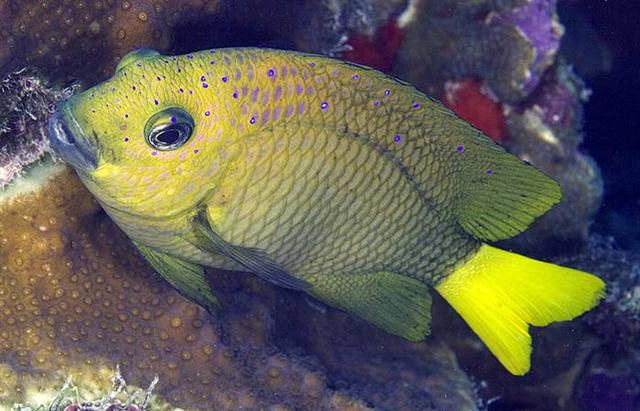
Microspathodon
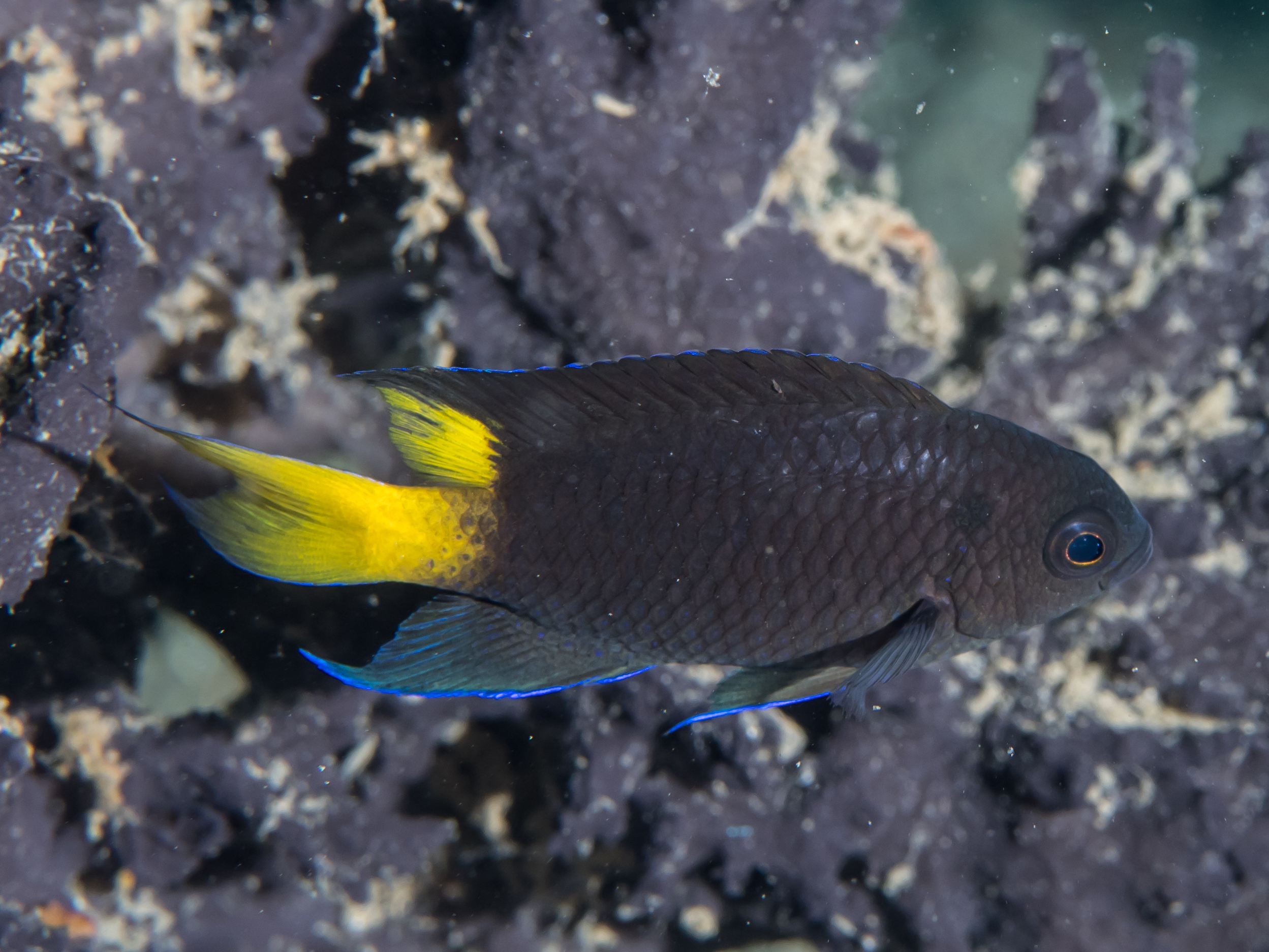
Neopomacentrus
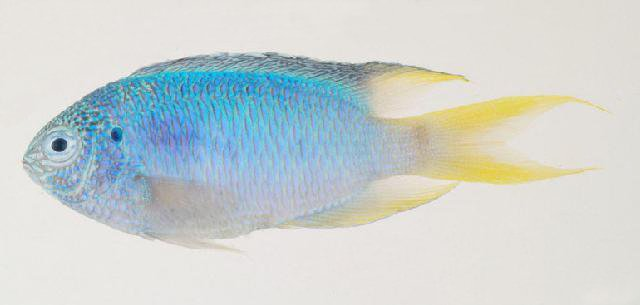
Pomacentrus
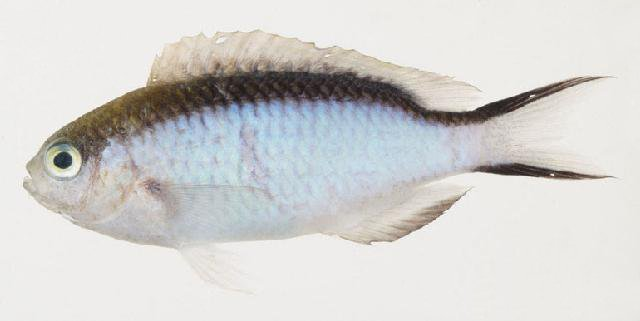
Pomachromis
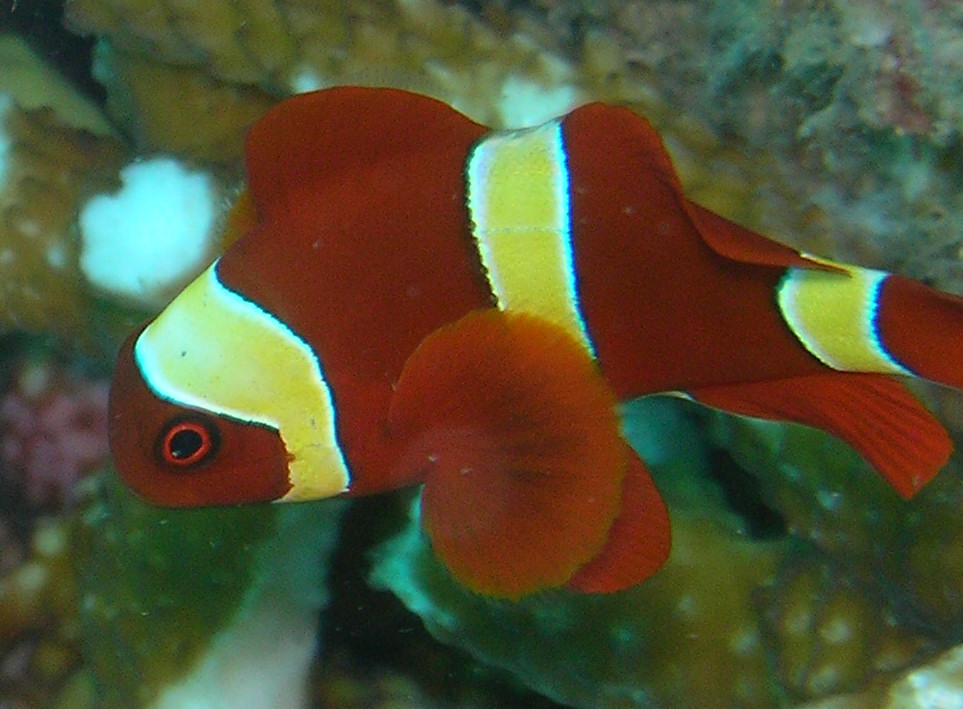
Premnas
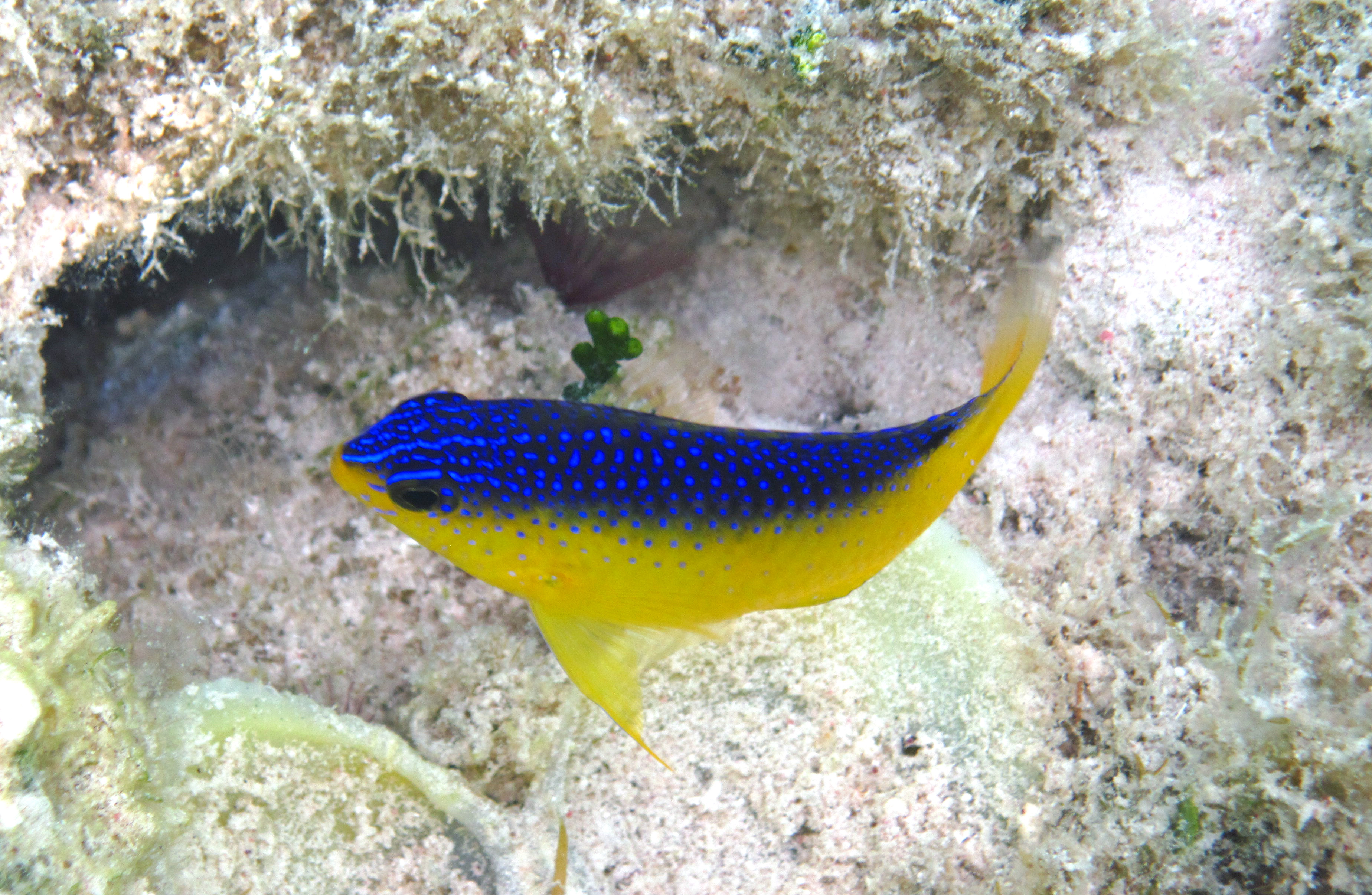
Stegastes